# Бедба
Бедба је допунска радна обавеза зависних људи у средњем веку, који су је најчешће испуњавали у земљорадничким пословима, односно орањем.
Целокупна обавеза орања одмеравана је на два начина: било површином орања, односно бројем мати које треба узорати, било радним временом, односно данима орања. У оба случаја земљорадници су своју обавезу извршавали претежно без икакве надокнаде или заманицом, док је мањи део обавезе извршаван бедбом, када су зависни људи од својих господара добијали храну.
На прелазу из XIII у XIV век бедба се помиње у хрисовуљи коју је краљ Милутин издао манастиру Св. Ђорђа код Скопља. Према одредбама ове исправе, ако на територији манастирског властелинства туђи људи, који су потчињени другим господарима, имају селишта (куће и окућнице), били су дужни да ору манастиру дан бедбе, да жању дан и да косе дан, али ако би се неко добровољно потчинио манастиру, био је ослобођен од свих краљевих работа, изузев што је дуговао манастиру бедбу три дана у години. И у првом и у другом случају радна обавеза износи три дана, међутим, у првом случају она се обавља само један дан бедбом, а у другом, сва три радна дана бедбом, што представља приметну олакшицу. Распон бедбе од једног до три дана остаје на властелинствима у првој половини XIV века. На поседима манастира Св. Стефана у Бањској поред орања заманицом, меропси, сокалници и мајстори, били су дужни: Бедбу да ору једну. А бедбе на ппуг мат. Нешто даље у хрисовуљи се наглашава: А Зећани и Плављани да ору мати и бедбе.
У овим примерима бедба је својеврстан начин орања, али и деоница земљишта која се бедбом оре. Обавеза је прецизно одмерена. Свако ко има воловску запрегу (плуг) дужан је бедбом да узоре површину од једног мата. Другачије је било на поседима манастира Грачанице, где су меропси имали обавезу да ору: бедбу плуга три мата. Била је то за меропхе осетна олакшица, пошто су од укупне обавезе од 9 мати, орали бедбом 3 мата, односно једну трећину, када су приликом обављања послова добијали и храну. Још повољнији услови постојали су на Дечанском властелинству. Меропси су тамо имали бедбу сваке ралије, тачније по један мат пшенице, овса и проса, а онда је посебно истакнуто: и што се узоре бедбом, този да се бедбом и сврстује. Последња одредба јасно показује, да ће се сви пољски радови на површини од 3 мата, почев од орања и сетве до вршидбе, обављати бедбом. У односу на Дечане нешто су неповољније биле обавезе земљорадника - Срба - на властелинству манастира Св. Арханђела код Призрена. Они су били дужни да ору бедбу сваког жита, тј. пшенице, овса и проса, али се бедбом нису обављали и остали пољски послови, као што су жетва или вршидба. Занимљиво је да су и ситна властела потчињена манастиру Св. Арханђела код Призрена била такође обавезна да ору свакога жита бедбу као и остали земљорадници. За разлику од претходних случајева, где је обавеза бедбе исказана површином или бројем мати, на поседима цркве Св. Николе у Врању поменута обавеза је одмерена радним временом. Црквени отроци били су дужни: у јесен 3 дана да сеју и четврти бедбе, а у пролеће такође 3 дана и четврти бедбе. Свакако су отроци најпре узорали земљу па је посејали, а потом би у току године обавили и све друге пољске послове. Бедба је овде ограничена на по један дан орања у јесен и у пролеће. Изгледа да су сличну обавезу имали још и становници села Сењана на властелинству манастира Св. Арханђела код Призрена. Поред орања бедбом се још косила и трава за сено на Грачаничком властелинству..